# Sceau présidentiel turc

Le sceau présidentiel turc

Le sceau présidentiel turc est le blason officiel des présidents de la République de Turquie.
Il est composé d'un soleil jaune à seize rayons pointant vers seize étoiles jaunes également sur fond d'un disque rouge. Le soleil au centre représente la République de Turquie et les seize étoiles symbolisent « les seize grands États ou Empires historiques turcs » dont la République du Turquie se clame être l'héritière non exclusive.

## Les seize grands États ou Empires historiques turcs
| Nom Turc                     | Traduction française       | Fondateur            | Date           |
| ---------------------------- | -------------------------- | -------------------- | -------------- |
| Büyük Hun İmparatorluğu      | Grand empire hunnique      | Teoman               | de -204 à 216  |
| Batı Hun İmparatorluğu       | Empire hunnique occidental | Zhizhi               | de 48 à 216    |
| Avrupa Hun İmparatorluğu     | Empire hunnique européen   | Balamber             | de 375 à 469   |
| Akhun İmparatorluğu          | Empire hunnique blanc      | Toramana             | de 420 à 552   |
| Göktürk İmparatorluğu        | Empire göktürk             | Bumin                | de 552 à 745   |
| Avar İmparatorluğu           | Empire avar                | Bayan                | de 565 à 835   |
| Hazar İmparatorluğu          | Khaganat khazar            | Ziebel               | de 651 à 983   |
| Uygur Devleti                | Khaganat ouïghour          | Kutlug Bilge Khagan  | de 745 à 1368  |
| Karahanlılar                 | Khaganat qarakhanide       | Kül-Bilge Qara-Khan  | de 940 à 1040  |
| Gazneliler                   | Empire ghaznévide          | Alptegîn             | de 962 à 1183  |
| Büyük Selçuklu İmparatorluğu | Empire seldjoukide         | Seldjouk             | de 1040 à 1157 |
| Harzemşahlar                 | Empire khwârezmien         | Qutb ad-Din Muhammad | de 1097 à 1231 |
| Altınordu Devleti            | Horde d'or                 | Batu                 | de 1236 à 1502 |
| Büyük Timur İmparatorluğu    | Empire timouride           | Tamerlan             | de 1368 à 1501 |
| Babür İmparatorluğu          | Empire moghol              | Bâbur                | de 1526 à 1858 |
| Osmanlı İmparatorluğu        | Empire ottoman             | Osman Ier            | de 1299 à 1922 |